# Syndrome de libération de cytokines
Le syndrome de libération de cytokines (SLC, en anglais cytokine release syndrome, CRS) est une forme de syndrome de réponse inflammatoire systémique qui se produit après la libération des cytokines par les cellules résidentes immunitaires (macrophage, mastocyte), qui activent le trio des cytokines pro-inflammatoires de l'immunité innée : l'interleukine-1, l' interleukine-6 et le facteur de nécrose tumorale, celles-ci aboutissant à une libération accrue des protéines de la phase aiguë, activation du système du complément, et les cellules et les molécules du système adaptatif ne sont plus régulées. Cette absence entraîne une stimulation sans limite des molécules et cellules du système immunitaire.
Décrit pour la première fois après utilisation d'immunothérapie dans le cadre de greffe d'organe, ce syndrome a été retrouvé dans certaines infections, principalement des infections pulmonaires virales.
Cette suractivation du système immunitaire peut être secondaire à une infection ou à un effet indésirable de certains médicaments à anticorps monoclonal, ainsi que des thérapies associées aux lymphocytes T,.Ce syndrome apparaissant à l'administration d'un médicament est nommé réaction à la perfusion.
Les cas sévères mènent à un choc cytokinique aussi nommé tempête de cytokines (cytokine storm).

## Histoire
La notion d'une libération inappropriée de cytokines a été suggérée pour la première fois en mai 1989 par une équipe franco-belge (Hôpital Necker, Université de Liège) dans une publication du NEJM après apparition d'effets secondaires d'un traitement immunosuppresseur après transplantation d'organe (muromonab). Les auteurs rapportaient des frissons, des maux de tête, une pyrexie, des vomissements, une diarrhée et une tachycardie sur 17 patients traités par immunosuppresseur après greffe rénale. Certains patients présentaient aussi un œdème pulmonaire.
Les dosages des molécules impliquées dans l'immunité comme le facteur de nécrose tumorale, interleukine-1β, interferon-α, interleukine-2, et interferon-γ montraient surtout une augmentation importante du facteur de nécrose tumorale et de l'interferon-α (2 molécules sécrétées d'abord par le système immunitaire inné). Le fait le plus notable est que le taux sanguin de ces deux molécules était plus bas en cas de prise de corticoïdes.
Bien que le sujet de la surproduction de cytokines ait été l'objet de discussions plusieurs années auparavant, la première référence faite au choc cytokinique (cytokine storm) survient en 1993,. Le terme est à nouveau utilisé en 2002 dans une étude sur la pancréatite, puis en 2003 dans le contexte d'une réaction à une infection.
La forme sévère du syndrome pourrait être responsable du nombre disproportionné de morts chez les jeunes adultes en bonne santé lors de la grippe espagnole. Dans ce cas précis, un système immunitaire en bonne santé aurait été un défaut plutôt qu'une qualité. Des recherches sur l'épidémie de SRAS pointent dans la même direction, tout comme d'autres sur la maladie engendrée par le virus de la grippe A (H5N1) et pour le syndrome pulmonaire engendré par le hantavirus.

## Physiopathologie
La physiopathologie (explication) de ce syndrome n'est, pour le moment, pas entièrement connue mais elle mieux comprise pour le syndrome survenant dans un contexte thérapeutique que celui survenant dans un contexte infectieux. L'interleukine 6 serait un acteur clé du syndrome. Un taux sanguin élevé est retrouvé dans le syndrome de libération des cytokines chez l'être humain,,ainsi que sur des modèles murins .
|                    | Interféron gamma                                    | Facteur de nécrose tumorale | Interleukine-6 | Interleukine-1 | Interleukine-10 |
| ------------------ | --------------------------------------------------- | --- | --- | --- | --------------- |
| Origine cellulaire | Lymphocyte T CD8+                                   | Macrophage | Macrophage | Macrophage | Macrophage      |
| Action biologique  | Activation du macrophage                            | Activation du complément Libération des protéines de la phase aiguë Recrutement des leucocytes après activation des mastocytes | Activation du complément Libération des protéines de la phase aiguë Recrutement des leucocytes après activation des mastocytes | Activation du complément Libération des protéines de la phase aiguë Recrutement des leucocytes après activation des mastocytes |                 |

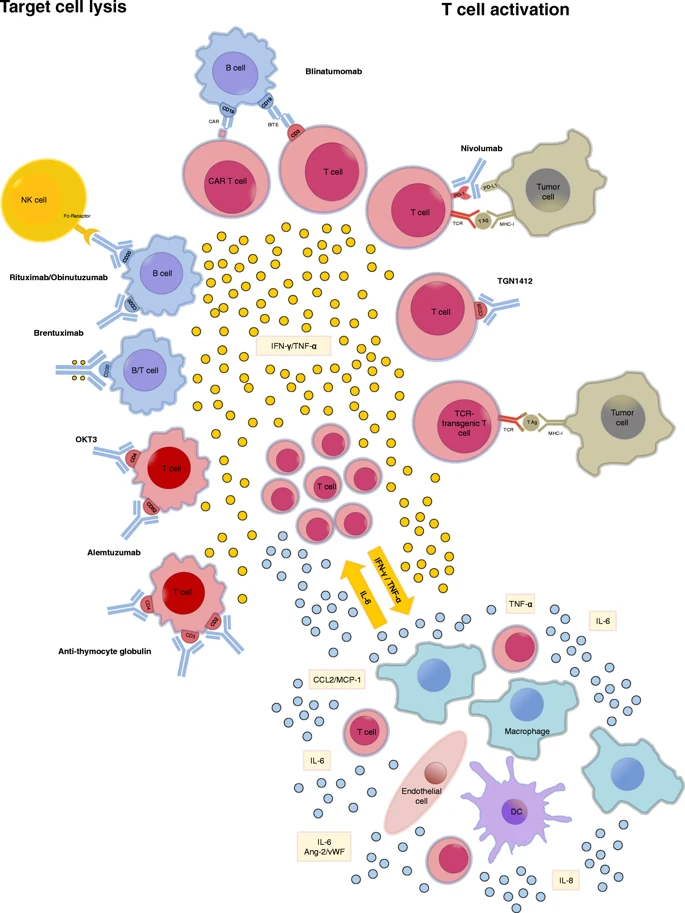
Physiopathologie du syndrome de libération des cytokinines

| Signes cliniques   | Fièvre, frissons, maux de tête, vertiges et fatigue | Diarrhée, augmentation de la perméabilité vasculaire avec infiltration du cœur et des poumons                                  | Coagulation intra vasculaire disséminée , Atteinte cardiaque                                                                   | |                 |

### Syndrome survenant dans un contexte thérapeutique
L'élément déclenchant semble être l'activation des lymphocytes T, cellules immunitaires du système adaptatif.
Le facteur déclenchant semble être la libération massive d’ interférons γ par les cellules T tueuses activées ou les cellules tumorales elles-mêmes ; l'interféron γ est responsable des manifestations cliniques comme de la fièvre, des frissons, des maux de tête, des étourdissements et de la fatigue. L'interféron sécrété induit l'activation des macrophages, produisant des quantités excessives de cytokines supplémentaires telles que interleukine-6, facteur de nécrose tumorale-α , l'interleukine-10. L'endothélium semble aussi jouer un rôle important, comme le montrent les taux du facteur de Willebrand élevés et d'angiopoetine 2. Les cellules endothéliales sont aussi source d'interleukine-6.

### Syndrome survenant dans un contexte infectieux
L'élément déclenchant semble être l'activation des macrophages, cellules immunitaires du système inné.
Le syndrome se développe lorsqu'une grande quantité de macrophages et de monocytes, notamment, sont activés, ce qui mène à la diffusion de cytokines, qui activent à leur tour davantage de lymphocytes.

### Rôle particulier de l'interleukine 6
le rôle particulier de l'interleukine-6 semble en rapport avec son mode de liaison avec un ligand cellulaire :
- dans la voie classique, l'interleukine-6 se lie avec le ligand homologue mais celui-ci n'ayant pas de domaine intra-cellulaire pour déclencher la voie de transcription, le complexe IL6/IL6 ligand a besoin d'un corécepteur, le gp130, possédant un domaine intra-cellulaire ;
- dans la voie trans, l'interleukine-6 se lie à la forme soluble du récepteur qui a été clivée par des métalloproteinases membranaires. Ce complexe IL6/IL6 forme soluble ligand active le corécepteur gp130 avec pour conséquence l'activation de cellules n'ayant pas de récepteur IL6. C'est la voie trans qui serait responsable de l'action délétère de l'interleukine-6[23]

Les taux sanguins de IL-6, IL-6 soluble récepteur IFN-γ, et du sgp130 dans 35 cas, sont corrélés avec la gravité de la maladie.

## Signes et symptômes

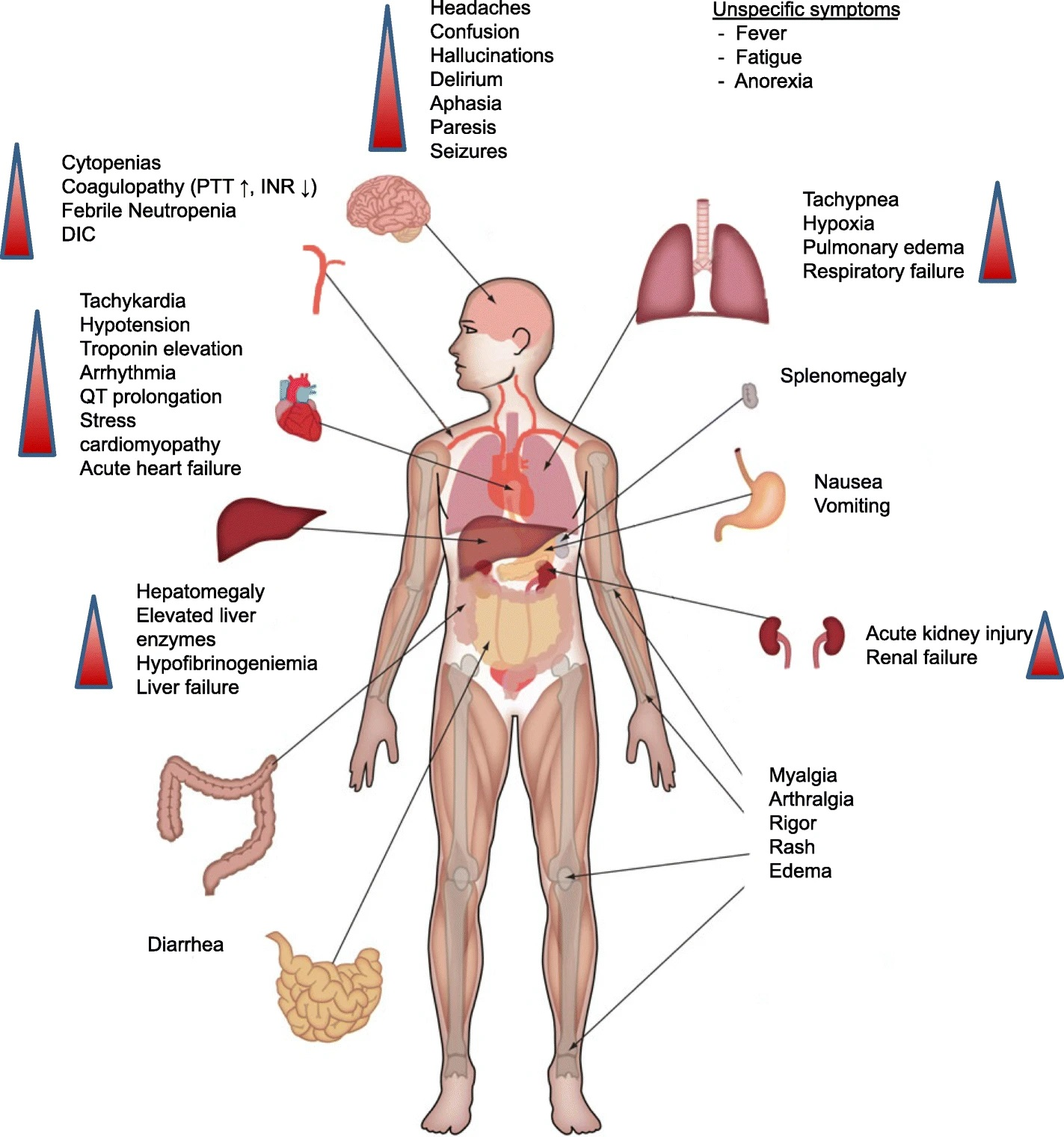
Manifestations cliniques et biologiques du syndrome de libération des cytokines

Le syndrome de libération de cytokines peut présenter une variété de symptômes allant de symptômes pseudo-grippaux légers à de graves manifestations mettant en jeu le pronostic vital ;
les symptômes bénins comprennent la fièvre, la fatigue, les maux de tête, les éruptions cutanées, l'arthralgie, des douleurs musculaires et articulaires, de la nausée, des vomissements, de la diarrhée.
Les formes moyennes comprennent une dyspnée, un rythme cardiaque élevé, une diminution de la pression sanguine.
Les cas plus graves se caractérisent par une hypotension ainsi qu'une fièvre élevée et peuvent évoluer vers une réponse inflammatoire systémique incontrôlée avec un choc cardiovasculaire, une coagulation intravasculaire disséminée et une défaillance du système multi-organes, de la confusion, du délire, des hallucinations, des tremblements et une perte de coordination.

## Épidémiologie
L'incidence du syndrome de libération de cytokines dépend de l'immunothérapie employée; l'incidence est faible en cas d'utilisation d'anticorps monoclonaux. L'utilisation de thérapies par lymphocytes T à récepteur antigénique chimérique (CAR-T) présente un risque élevé d’apparition de ce syndrome. Ce risque est particulièrement important lors de la première injection. Les effets les plus sévères apparaissent après la première dose et ne se reproduisent plus après injection des autres doses.

## Diagnostic

### Positif

#### Clinique
Le diagnostic est facile lorsque ce syndrome survient dans les heures suivant l'injection d'un médicament immunosuppresseur (greffe d'organe) ou d'une immunothérapie (hémopathie ou cancer). Mais ce syndrome peut apparaître plusieurs semaines après l'injection.

#### Biologie
Les anomalies de laboratoire qui sont courantes chez les patients atteints de syndrome de libération de cytokines comprennent des cytopénies, une élévation de la créatinine et des enzymes hépatiques, des paramètres de coagulation perturbés et un taux sanguin de protéine C réactive élevé.
Dans les cas graves, le syndrome de libération de cytokines montre des anomalies de laboratoire qui ressemblent à la lymphohistiocytose hémophagocytaire ou au syndrome d'activation des macrophages. Les patients atteints de l ymphohistiocytose hémophagocytaire associée au syndrome de libération de cytokines présentent les résultats cliniques et de laboratoire typiques des niveaux de ferritine très élevés et une hypertriglyéridémie.

### Différentiel
Le syndrome ne doit pas être confondu avec d'autres maladies ou d'autres effets secondaires de médicaments tels, par exemple, le syndrome de lyse tumorale. Il est important de distinguer les patients atteints du syndrome de libération de cytokines de ceux atteints de septicémie, car le traitement du syndrome de libération de cytokines pourrait être préjudiciable s'il est utilisé chez les patients atteints de septicémie. Malheureusement, il est extrêmement difficile de distinguer la septicémie du syndrome de libération de cytokines. Le score SOFA (Sequential Organ Failure Assessment) utilisé pour le diagnostic de septicémie est le même pour le choc septique et la forme critique du syndrome de libération de cytokines.

En 2015, il n'y a pas de tests objectifs et le diagnostic différentiel dépend du jugement des médecins.
|                       | L.H primaire  | L.H secondaire | L.H secondaire à un S.L.H | Choc septique |
| --------------------- | ------------- | -------------- | ------------------------- | ------------- |
| Génétique             | Oui           | Parfois        | Non                       | Non           |
| Age                   | Jeune         | Tout âge       | Tout âge                  | Tout âge      |
| Marqueurs biologiques |               |                |                           |               |
| Interleukine 10       | Très augmenté | Très augmenté  | Augmenté                  | Augmenté      |
| Interleukine 6        | Augmenté      | Augmenté       | Très augmenté             | Très augmenté |
| Interferon-γ          | Très augmenté | Très augmenté  | Très augmenté             | Non augmenté  |
| Ferritine             | Très augmenté | Très augmenté  | Très augmenté             | Augmenté      |
| CD 163                | Très augmenté | Très augmenté  | P.D.D                     | Augmenté      |

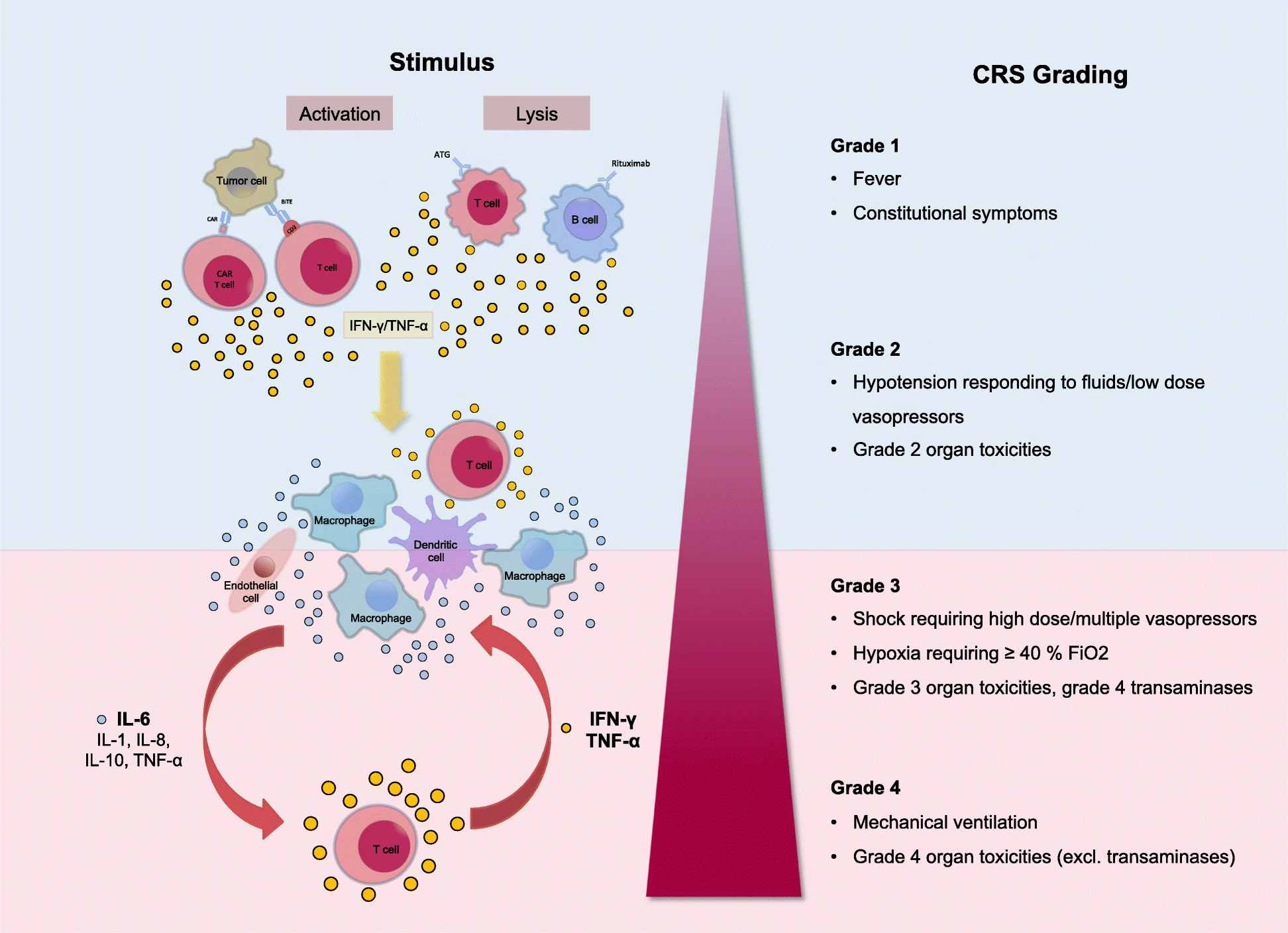

L.H = histiocytose hémophagocytaire. S.L.H = Syndrome de libération de cytokines. P.D.D = pas de donnée disponible

### Classification
La classification tirée du National Cancer Institute Common Terminology Criteria for Adverse Events est la suivante
| Grades  | Signes cliniques |
| ------- | --- |
| Grade 1 | Les symptômes ne mettent pas la vie en danger et nécessitent uniquement un traitement symptomatique, par exemple fièvre, nausées, fatigue, maux de tête, myalgies, malaise |
| Grade 2 | Les symptômes nécessitent et répondent à une intervention modérée |
| Grade 2 | Oxygénation avec de l'air comprenant 40% d’oxygène au maximum |
| Grade 2 | Hypotension qui répond à un remplissage vasculaire ou à des doses basses d'une seule substance vasopressine                                                                |
| Grade 2 | Atteinte organique de grade 2 |
| Grade 3 | Les symptômes nécessitent et répondent à une intervention agressive |
| Grade 3 | Oxygénation avec de l'air comprenant 40% d’oxygène au minimum |
| Grade 3 | Hypotension nécessitant une dose élevée ou plusieurs vasopresseurs ou |
| Grade 3 | Le syndrome entraîne des complications menaçant la vie. L'oxygénation artificielle est nécessaire.                                                                         |
| Grade 3 | Atteinte organique de grade 3 ou grade 4 hépatique |
| Grade 4 | Symptômes mettant en jeu le pronostic vital |
| Grade 4 | Ventilation mécanique assitée |
| Grade 4 | Atteinte organique de grade 4 (grade 4 hépatique exclu) |
| Grade 5 | Décès (usage statistique) |

## Étiologies

### Cause médicamenteuse

#### Immunosuppresseur
Le syndrome peut également survenir lors de l'administration d'un médicament biologique visant à supprimer ou activer le système immunitaire à travers les récepteurs des lymphocytes. Des médicaments tels le muromonab-CD3, l'alemtuzumab et rituximab, sont reconnus pour causer ce syndrome.

### Cause infectieuse
Le syndrome de détresse respiratoire aiguë (ARDS), un sepsis, la maladie à virus Ebola, la grippe aviaire, la variole et le syndrome de réponse inflammatoire systémique (SIRS). La lymphohistiocytose hémophagocytaire peut être vues comme étant une forme sévère du syndrome.

#### Covid-19

##### Colchicine
Lors de la pandémie de Covid-19, plusieurs morts seraient attribuables au choc cytokinique,,. Une équipe québécoise de chercheurs, menée par le centre de recherche de l'Institut de cardiologie de Montréal et financée par le gouvernement du Québec, a lancé une étude visant à déterminer si l'utilisation de la colchicine pourrait diminuer les effets de ce syndrome sur les patients. Ce projet, dirigé par le professeur Jean-Claude Tardif et surnommé COLCORONA (d), vise à tester l'effet anti-inflammatoire de la colchicine sur 6 000 patients volontaires dépistés positifs. Son objectif est de savoir si la colchicine peut combattre le syndrome de libération des cytokines secondaire à l'infection virale.
La colchicine est déjà utilisée pour la goutte, la maladie de Behçet, la maladie périodique, les péricardites virales et serait protectrice en post-infarctus. L'intérêt de cette étude nationale canadienne est majeur, car la molécule est bien connue, immédiatement disponible, très bon marché.
Il est à souligner que son association avec les antibiotiques macrolides est formellement contre-indiquée car elle comporte un risque mortel par relargage tissulaire de la colchicine. Notons l'exception de la spiramycine, qui est autorisée.
Les premiers résultats sont attendus pour septembre 2020.

##### Essai Colcorona
L'essai Colcorona passe en juillet 2020 avec succès le « test de futilité » canadien (qui réfute toute étude inefficace), avec autorisation de poursuite étendue aux USA, Brésil, Grèce. Les résultats sont attendus pour la fin de l'été.
Parallèlement, le docteur Marie-Pierre Dubé, du Centre de pharmacogénomique Beaulieu Saucier de l'Institut cardiologique et université de Montréal, mène une étude chez les volontaires COLCORONA pour savoir pourquoi certaines personnes font des formes graves du Covid 19, et d'autres pas.
En date du 7 octobre 2020, selon son initiateur le docteur Jean-Claude Tardif que 500 volontaires sur les 6 000 prévus (source : Radio Canada, émission Tout un matin, Maxime Coutié). L'étude est menée de mars au 16 octobre ses résultats ne sont pas encore disponibles. Jean-Claude Tardif s'est expliqué sur ce point, afin de justifier le retard pris, et ce malgré l'attente, voire l'impatience du corps médical au regard de la reprise de la pandémie à l'automne : « Ca me rappelle les débuts du Sida, qu'il y avait des manifestations contre les études avec groupes de contrôle. Si on ne fait pas ça de manière rigoureuse, on n'aura jamais de réponse. ». Son exigence de sérieux concerne donc le nombre de volontaires, fixé dès l'origine à 6 000, mais aussi la méta-analyse des résultats recueillis.
Ce point soulève la question désormais d'actualité du repositionnement des molécules avec AMM (autorisation de mise sur le marché) déjà commercialisées. Sur son site Internet, l'Institut Pasteur de Lille indique travailler étroitement avec la société spécialisée dans le repositionnement de molécules APTEEUS, qui dispose de 2 000 molécules. Le repositionnement des médicaments déjà commercialisés dépasse de beaucoup le champ d'application virale du seul Covid 19. Ce qui explique le retard quant à la publication des résultats de l'étude COLCORONA est d'ordre éthique, qu'illustre parfaitement le recours à l'HCQ (hydroxychloroquine) hors AMM au nom de l'urgence à soigner, d'un état de nécessité en somme, confronté à la devise des médecins Primum non nocere (signifiant en latin « En premier, ne pas nuire »). La conscience se pose désormais la question de la gestion du repositionnement dans l'urgence des molécules déjà commercialisées. Les exemples respectifs de l'HCQ et de la Colchicine et des protocoles adoptés pour leur utilisation l'illustrent parfaitement, posent et poseront une question sociétale dont on ne fera pas l'économie. « Dura lex », respect intégral des protocoles pour le docteur J-C Tardif, impatience et pertes de chances pour les malades répondent d'entre ses confrères. Le syndrome de libération des cytokines avec Covid-19 a fait reconsidérer l'importance du repositionnement des molécules avec AMM. On le constate avec la colchicine, anti-inflammatoire majeur, comme avec par exemple le méthotrexate. À l'origine -très ancienne- utilisée contre la goutte, elle fait ses preuves en post-infarctus, pour les péricardites virales et pathologies vasculaires en cardiologie. On note tout l'intérêt de cette discipline jusqu'ici négligée: le repositionnement des molécules. En-dehors de l'urgence, il est de nature à optimiser à moyen et long terme l'efficacité de la pharmacopée sans nuire pour autant à la recherche de molécules nouvelles.
En novembre 2020, le Comité d'éthique indépendant donne un second feu vert (« test de la futilité » canadien) à l'étude COLCORONA. Les résultats sur l'animal ont été rendus publics: 61% de diminution des effets pulmonaires, 85% d'oxygénation conservés sous colchicine versus 35% sans. Par ailleurs, la Grande-Bretagne a rejoint les 7 pays faisant recours à la colchicine, et a inscrit la molécule dans RECOVERY (NCT 04381936), 176 sites britanniques participent à cet essai direct chez l'homme.
Ce qui diffère ici, c'est la cible de personnes Covid +. Dans l'étude COLCORONA, il s'agit de patients non-initialement hospitalisés, et dans RECOVERY-Colchicine, ils sont hospitalisés. Nous avons donc ici un emploi de la colchicine à large échelle (cohortes de patients visés : 6 000 dans COLCORONA et 2 500 dans RECOVERY). Les initiateurs britanniques de la nouvelle étude la déclarent « la plus importante au monde », ce qui est vrai, mais en soins curatifs hospitaliers. Avec RECOVERY, le curatif rejoint le préventif, Date prévue pour la publication de l'étude COLCORONA: fin décembre ou en janvier 2021. Pour RECOVERY, étant que l'effet de la colchicine devrait être rapide, prise oralement ou par voie oesophago-gastrique, les résultats des deux études interviendront sensiblement dans le même temps. En cas de succès, la molécule pourra être rapidement et bas coût donnée à l'ensemble des populations-cibles internationales qui ne bénéficieraient éventuellement d'un vaccin que dans un délai inconnu, a priori assez long (des mois, à la condition d'autre part que le virus n'effectue pas non un simple glissement antigénique, mais un saut antigénique, c'est-à-dire une véritable mutation).
Le 23 janvier 2021, les résultats de l'étude COLCORONA sont présentés par l'Institut Cardiologique de Montréal et sont positifs. Ce recours à une molécule déjà commercialisée et repositionnée étaient déjà positifs chez l'animal, ils le sont sur l'humain. Mais attention : la colchicine ne dispense pas du vaccin. Le vaccin est la meilleure solution contre la Covid-19. Il s'agit avec cette molécule non pas de ne pas contracter la maladie, mais de prévenir autant que possible ses complications, à savoir l'hospitalisation et la tempête des cytokines. Sa disponibilité, son coût dérisoire constituent une « percée majeure » mondiale dixit l'Institut, car Jean-Claude Tardif; son initiateur déclare : « Nous sommes heureux d'offrir le premier médicament oral au monde dont l'utilisation pourrait avoir une incidence importante sur la santé publique et potentiellement prévenir les complications de la Covid-19 chez des millions de patients. ». À ce jour, 93 millions d'humains ont contracté la maladie. Il aura fallu 10 mois pour réunir une cohorte de quelques milliers de patients. Initialement, cette cohorte devait être de 6 000. Elle a été arrêtée à 4 500, eu égard aux résultats positifs.
Depuis mars 2021 l'Université d'Oxford a déclaré que la colchicine ne marchait pas dans l'essai RECOVERY, ce à quoi s'est ajouté une levée de boucliers notamment en France mettant en garde contre la toxicité de la colchicine. La marge thérapeutique de ce médicament est très étroite et on registre chaque année des décès avec cette molécule. On appréciera diversement cette position radicale, pour deux raisons. La première, quand un médecin prescrit chez un goutteux un hypouricémaint[Quoi ?] (ex: Allopurinol ou Febuxostat) il ajoute généralement en l'absence de contre-indication ou d'interaction médicamenteuse, de la colchicine durant des semaines voire des mois, à la même dose thérapeutique (COLCORONA comme PRINCIPLE dose retenue: 0, 5 mg/jour durant 2 à 4 semaines selon l'étude), et ce sans état d'âme. La seconde concerne le nombre de décès imputable à la molécule, souvent du reste le fait d'une mauvaise indication thérapeutique, mauvaise observance voire dans le cadre d'une tentative d'autolyse. Si la molécule fait la preuve d'un degré avéré d'efficacité, l'hésitation ne sera pas possible eu égard à l'hécatombe Covid, sous réserve d'un suivi médical strict et d'une information préalable appropriée, claire et intelligible et de l'accord dès lors éclairé du patient.
À Oxford, un biais magistral existait : on utilisait la colchicine en curatif, une fois les patients hospitalisés, alors que l'étude COLCORONA visait deux objectifs. Le premier était de voir si la colchicine pouvait être efficace contre la tempête des cytokines. Le second était de voir si son administration pouvait prévenir justement les hospitalisations; très intéressant en cette période de flux tendu dans les services de réanimation hospitaliers. L'Université d'Oxford a donc repris l'étude cette fois en préventif. La colchicine, en effet, a son maximum d'efficacité et rapidité d'action par exemple dans le traitement d'une crise goutte si elle est prise rapidement, dès les premiers signes cliniques. La nouvelle étude britannique, très vaste puisque qualifiée de plus importante au monde avec cette molécule, s'appelle PRINCIPLE. Elle vient d'étendre le trial aux moins de 40 ans, contrairement à COLCORONA où il fallait être âgé de plus de 40 ans.
L'intérêt de savoir si la colchicine est efficace ou non prise dès un test PCR+ peut s'avérer important, notamment en cas de mutation du virus diminuant, voire annulant, l'efficacité des vaccins actuels et dans l'attente de l'adaptation des vaccins aux variants ou mutants, mais également dans les pays qui ne disposeront peut-être pas d'une quantité de vaccin efficace générant l'immunité collective avec précisément le risque d'une mutation du virus dans un de ces pays et d'une nouvelle pandémie.
Fin janvier 2021, la Grèce  autorise la prescription de la colchicine, en attente du résultat.
L'étude Colcorona est publiée en août 2021.
L'étude PRINCIPLE possède trois bras, dont un avec la colchicine, et un autre avec des corticoïdes inhalés, donc toujours cette fois en préventif des hospitalisations, tandis que la Dexaméthasone est utilisée en curatif.

##### Clofoctol
L'Octofène (principe actif Clofoctol), qualifiée par des médias de « molécule-miracle » étudiée par l'Institut Pasteur, découverte active in vitro en collaboration avec une start-up de repositionnement des molécules déjà commercialisées à l'été 2020 entrerait selon l'Institut en Phase 3 fin avril ou mai 2021. Le médicament n'est plus commercialisé en France depuis le 5 janvier 2005 car d'autres molécules découvertes étaient plus efficaces. L'Octofène est toujours commercialisé, notamment en Italie sous le nom de GRAMPLUS. Etant les ravages de Covid (presque 100 000 morts en France), la question hantera longtemps les esprits de n'avoir pas repris la prescription il y a de longs, longs mois d'un médicament prescrit également sans état d'âme, bien connu et autorisant l'entrée directe de Phase 3, ce que du reste souligne l'Institut Pasteur. L'Octofène (100mg, suppositoires, boire de 8) disposait d'une AMM (AMM du 15/04/1996) et coûtait à la vente (Laboratoires Fournier) 1, 81 euros, avec pour indication les infections respiratoires hautes bénignes.

## Prévention
Les cas sévères causés par certains médicaments peuvent être évités en utilisant de plus faibles doses, par une injection plus lente et par l'injection d'antihistaminiques ou de corticoïdes avant et pendant l'administration du médicament.